# Duhovi (svetkovina)
Duhovi ili Pedesetnica (grčki: Pentekost) su kršćanska svetkovina silaska Duha Svetoga na apostole u Jeruzalemu 50. dan nakon Uskrsa (brojeći i sam Uskrs kao prvi dan), od kuda i potječe naziv Blagdan Pedesetnice (grč. pentecost, pedeseti (dan po Uskrsu)), ujedno i slavlje sveopće, univerzalne Crkve, „jedne, svete i apostolske”, kako vjernici ispovijedaju u Nicejsko-carigradskome vjerovanju. Uoči same svetkovine, u subotnju večer, uobičajena su Duhovska bdjenja, euharistijska slavlja popraćena pjesmom i pobožnostima (klanjanjem, meditacijom, procesijama).
Pedesetnica, tj. dramatični silazak Duha Svetoga na ranu Crkvu dogodio se pedeseti dan nakon Uskrsa – i o židovskom blagdanu Pedesetnice (Blagdan sedmica, hebrejski Šauvot) – kada se Židovi spominju dana primanja Deset zapovijedi na gori Sinaju – danom sklapanja zavjeta između Boga i Židova; prema židovskoj tradiciji, na taj su dan saveze s Bogom ranije bili sklopili Noa, Abraham i Jakov (Izrael).  Tako se i kršćanska Pedesetnica smatra danom kada je sklopljen Novi zavjet, »rođendanom Crkve«.
Djela apostolska donose da su apostoli toga dana počeli javno navještati vjeru u Isusa Krista, puni Duha Svetoga, tako da su ih mogli razumjeti ljudi svih naroda i jezika, a mnoštvo se „dalo krstiti te su primili Duha Svetoga”. Smatra se da je to propovijedanje na svim jezicima ljudi koji su se o Pedesetnici zatekli u Jeruzalemu naznačilo otvorenost kršćanske vjere za ljude svih naroda, a ne samo prema Židovima – iz kojega su potekli svi apostoli. 

## Nazivlje
Naziv Duhovi doslovno je preuzet iz staroslavenskoga, u kojemu je to dativ jednine,[nedostaje izvor] a odnosi se na Duha Svetoga koji je jedan. U hrvatskim se izvorima rano pak nalaze množinski oblici Duhovi, Dusi, Duhi. U engleskomu se duhovska nedjelja naziva i Whitsunday („Bijelonedjelja”), po bijelim haljinama krštenika u Vazmenu bdjenju koje su odijevali za blagdan.

## Biblijsko utemeljenje i značenje
Silazak Duha Svetoga na apostole ispunjenje je židovskoga blagdana sedmica, slavljena sedam tjedana nakon Pashe (a njezino je ispunjenje u Kristovu uskrsnuću), kao spomen na Mojsijevo preuzimanje Deset Božjih zapovijedi na brdu Sinaju. Poveznice sa starozavjetnim događajem jesu sam Isus Krist, oganj, buka i narod.
„I pokažu im se kao neki ognjeni razdijeljeni jezici te siđe po jedan na svakoga od njih” (Dj 2, 4). Oganj (plamen) u Bibliji ima trojako značenje: pročišćava, kao što se zlato pročišćava taljenjem, oblikuje, poput kovača koji zagrijavanjem kovine oblikuje oruđe i oružje, i osvjetljava, kao što Krist izjavljuje: „Ja sam Svjetlost svijeta!” (Iv 8, 12) naznačujući time svoju božansku narav.
Tutnjava, koja je na Sinaju označavala Božju prisutnost, prisutna je i na Duhove: „I eto iznenada šuma s neba, kao kad se digne silan vjetar. Ispuni svu kuću u kojoj su bili.” (Dj 2, 2-3).
Primanjem dara Duha Svetoga, započinje apostolat Crkve, koja u raznolikosti jezika i naroda naglašava svoju univerzalnost (grč. katholikós – sveopći), kao i univerzalnost Radosne vijesti, namijenjene svim narodima i vremenima, kao što naglašava i Isus prilikom Uzašašća („Zato idite i učinite sve narode mojim učenicima!” Mt 28, 19). Djela apostolska (Dj 2, 5-11) o tomu govore u sljedećim redcima:
»Svi se napuniše Duha Svetoga i počeše govoriti drugim jezicima, kako im već Duh davaše zboriti. A u Jeruzalemu su boravili Židovi, ljudi pobožni iz svakog naroda pod nebom. Pa kad nasta ona huka, strča se mnoštvo i smete jer ih je svatko čuo govoriti svojim jezikom. Svi su bili izvan sebe i divili se govoreći: 'Gle! Nisu li svi ovi što govore Galilejci? Pa kako to da ih svatko od nas čuje na svojem materinskom jeziku? Parti, Međani, Elamljani, žitelji Mezopotamije, Judeje i Kapadocije, Ponta i Azije, Frigije i Pamfilije, Egipta i krajeva libijskih oko Cirene, pridošlice Rimljani, Židovi i sljedbenici, Krećani i Arapi – svi ih mi čujemo gdje našim jezicima razglašuju veličanstvena djela Božja.'«

## Duhovske tradicije
Zajedničko devetodnevno okupljanje apostola u molitvi uoči primanja Duha Svetoga opisuje se i kao »prva devetnica«, po uzoru na koju se i razvila ta pobožnost.

### Duhovska bdjenja
Duhovsko bdjenje ili Bdjenje Pedesetnice, bdjenje je u subotnju večer uoči same svetkovine Duhova. Započinje svetom misom, na kojoj se nakon Službe Riječi (Službe čitanja) čitaju hvalospjevi iz časoslova te pjeva posljednica Te Deum. Potom se čita Evanđelje i nastavlja sa Euharistijskom službom. Nakon svete mise, obično slijede klanjanje, molitva i pjesma. Duhovska bdjenja potiče Opća uredba liturgije časova, donoseći preporuke i smjernice (br. 71-73):
»U različitim je Crkvama zavladao običaj različite svetkovine preteći bdijenjem, kako to biva u vazmenom bdijenju. Među tim svetkovinama prvo mjesto zauzimaju Božić i Duhovi. Taj običaj treba očuvati i njegovati, po vlastitom običaju svake pojedine Crkve. Gdje se bdijenjem običavaju svetkovati druge neke svečanosti ili hodočašća, neka se obdržavaju u tom opća pravila o slavljenju riječi Božje.«

### Liturgijske tradicije
U rimskomu Partenonu uvriježena je tradicija bacanja ružinih latica niz otvor njegove kupole, poznata kao „Veni, Veni, Rosas!” 

### Hodočašća
Mađarski, ali i ostali panonski i karpatski katolici, od 1567. tradicijski hodočaste u svetište Csíksomlyó (Şumuleu Ciuc), u Transilvaniji. Hodočašće svake godine okuplja stotine tisuća vjernika.
Francuzi hodočaste od  pariške katedrale Notre-Dame do katedrale Notre-Dame u Chartresu u višednevnome hodočašću, s Duhovskim bdjenjem i pobožnostima u hodočasničkim crkvama.

## Vanjske poveznice

### Sestrinski projekti
|  | Zajednički poslužitelj ima još gradiva o temi Duhovi |

### Mrežna mjesta
- Hrvatska enciklopedija (Ujević): Duhovi
- LZMK / Hrvatska enciklopedija: Duhovi
- LZMK / Proleksis enciklopedija: Duhovi
- Hrvatska katolička mreža: Blagdan Duhova – Pedesetnica